# Galactosomum phalacrocoracis
Galactosomum phalacrocoracis är en plattmaskart. Galactosomum phalacrocoracis ingår i släktet Galactosomum och familjen Heterophyidae. Inga underarter finns listade i Catalogue of Life.